# Керъю (приток Мезени)
Керъю (устар. Керь-Ю) — река в России, течёт по территории Удорского района Республики Коми. Правый приток реки Мезень.
Длина реки составляет 21 км.
Образуется слиянием Лункеръю и Ойкеръю на высоте 98 м над уровнем моря. Впадает в Мезень на высоте 79 м над уровнем моря.

## Данные водного реестра
По данным государственного водного реестра России относится к Двинско-Печорскому бассейновому округу, водохозяйственный участок реки — Мезень от истока до водомерного поста у деревни Малонисогорская. Речной бассейн реки — Мезень.
Код объекта в государственном водном реестре — 03030000112103000044299.